# Saraipali
Saraipali ist eine Stadt im indischen Bundesstaat Chhattisgarh.
Die Stadt ist Teil des Distrikts Mahasamund. Saraipali hat den Status eines Municipal Council. Die Stadt ist in 15 Wards gegliedert. Sie hatte am Stichtag der Volkszählung 2011 20.043 Einwohner, von denen 10.212 Männer und 9.831 Frauen waren. Die Alphabetisierungsrate lag 2011 bei 84,8 % und damit über dem nationalen Durchschnitt. Hindus bilden mit einem Anteil von ca. 87 % die Mehrheit der Bevölkerung in der Stadt. Muslime bilden mit einem Anteil von ca. 8 % eine Minderheit.